# Deer Jet
Deer Jet ist eine chinesische Charterfluggesellschaft mit Sitz in Peking und Basis auf dem Flughafen Peking.

## Geschichte
Deer Jet wurde 1995 gegründet und führte sowohl Linien- als auch Charterflüge durch. Im Jahr 2010 wurde die Linienflugsparte abgespalten und operiert seitdem als Beijing Capital Airlines.

## Flotte

### Aktuelle Flotte

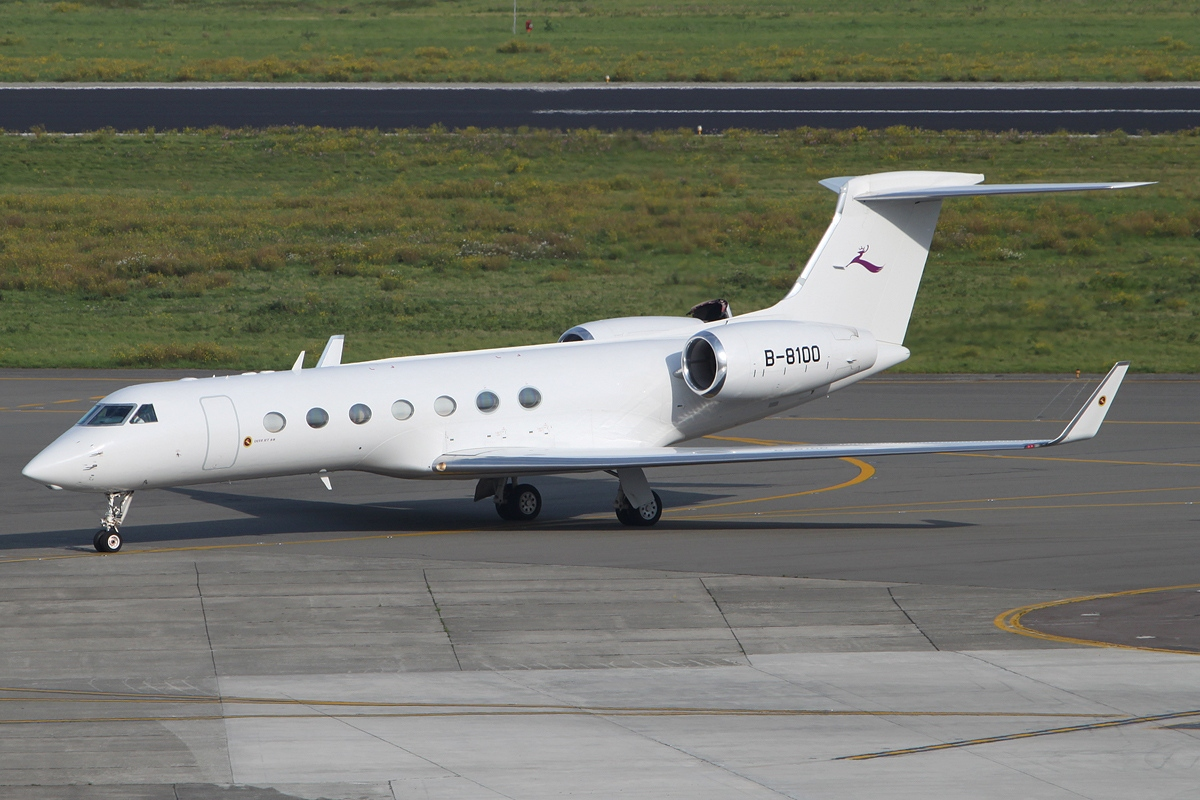
Gulfstream G550 der Deer Jet

Mit Stand Juli 2022 besteht die Flotte der Deer Jet aus folgenden Flugzeugtypen:
| - 1 Airbus A318 - 2 Airbus ACJ319 - 1 Boeing 737-700 - 1 Dassault Falcon 7X - 4 Gulfstream IV - 5 Gulfstream V - 3 IAI 1126 Galaxy / G200 - 1 Hawker Beechcraft 4000 - 1 Raytheon Hawker 800 - 1 Raytheon Hawker 850 |

### Ehemalige Flugzeugtypen
- Gulfstream G450
- Gulfstream G550
- Raytheon Hawker 900